# Turniej „Mistrz świata Jerzy Szczakiel zaprasza”
Mistrz Świata Jerzy Szczakiel zaprasza – towarzyski turniej żużlowy rozgrywany od 2002 w Opolu. W 2009 r. rozegrany jako mecz pomiędzy drużynami miejscowego „Kolejarza” a zespołem „Speedway Europa”, natomiast w 2010 r. w turniej rozegrano z udziałem 6 par.